# Saison 7 d'American Wives
Chronologie
Saison 6
Cet article présente le guide des épisodes de la septième saison du feuilleton télévisé American Wives (Army Wives).

## Synopsis
L'armée a ses codes, les conjoints des soldats ont les leurs… Le quotidien des épouses/époux de militaires sur une base de l'armée américaine.

## Distribution

### Acteurs principaux
- Catherine Bell (VF : Clara Borras) : Denise Sherwood
- Terry Serpico (VF : Pierre Laurent) : Colonel Frank Sherwood
- Wendy Davis (VF : Sophie Riffont) : Colonel Joan Burton
- Brian McNamara (VF : Michel Dodane) : Général Michael Holden
- Kelli Williams (VF : Laura Préjean) : Jackie Clarke
- Alyssa Diaz (VF : Jessica Monceau) : Gloria Cruz
- Joseph Julian Soria (en) (VF : Franck Lorrain) : PFC Hector Cruz
- Torrey DeVitto (VF : Véronique Desmadryl) : Maggie Hall[1]
- Ashanti S. Douglas (VF : Géraldine Asselin) : Natasha Monclair[1]
- Elle McLemore (VF : Karine Foviau) : Holly Truman[1]
- Brooke Shields (VF : Rafaèle Moutier) : Air Force Colonel Katherine « Kat » Young[2]

### Invités
- Sally Pressman (VF : Sauvane Delanoë) : Roxanne Marie LeBlanc, dite « Roxy »[3] (épisodes 1 et 2)
- Burgess Jenkins : Staff Sgt. Eddie Hall, mari de Maggie[4] (12 épisodes)
- Joshua Henry (en) : Quincy, mari de Latasha[4] (9 épisodes)
- Jesse McCartney : Private Tim Truman, mari de Holly[5] (épisodes 3 à 13)
- Brant Daugherty : 2nd Lt. Patrick Clark, fils de Jackie et Kevin[6] (épisodes 5 à 13)
- Kaley Ronayne : Jordan Young, fille de Kat Young[7] (épisodes 8, 9 et 13)

## Production
Le 21 septembre 2012, les producteurs ont annoncé que Kim Delaney ne reviendrait pas pour la septième saison.

### Diffusions
- Aux États-Unis, elle est diffusée depuis le 10 mars 2013 sur Lifetime.
- En France, la saison a été diffusée dès le 18 mai 2014, elle reste inédite dans les autres pays francophones.

## Liste des épisodes

### Épisode 1:Un seul être nous manque
- États-Unis : 10 mars 2013
- France : 18 mai 2014 sur TMC

- États-Unis : 2,38 millions de téléspectateurs[9] (première diffusion)

### Épisode 2:Passer la main
- États-Unis : 17 mars 2013

- États-Unis : 2,27 millions de téléspectateurs[10] (première diffusion)

- Sally Pressman (Roxy LeBlanc)
- Brigid Brannagh (Pamela Moran)
- Katelyn Pippy (Emmalin Holden)

### Épisode 3:De nouvelles expériences
- États-Unis : 24 mars 2013

- États-Unis : 2,45 millions de téléspectateurs[11] (première diffusion)

### Épisode 4:De retour à la maison
- États-Unis : 31 mars 2013

- États-Unis : 2,12 millions de téléspectateurs[12] (première diffusion)

### Épisode 5:Le Bel Inconnu
- États-Unis : 7 avril 2013

- États-Unis : 2,6 millions de téléspectateurs[13] (première diffusion)

### Épisode 6:Départs difficiles
- États-Unis : 14 avril 2013

- États-Unis : 2,66 millions de téléspectateurs[14] (première diffusion)

### Épisode 7:Quand les chemins se croisent
- États-Unis : 21 avril 2013

- États-Unis : 2,58 millions de téléspectateurs[15] (première diffusion)

### Épisode 8:Le Tout pour le tout
- États-Unis : 28 avril 2013

- États-Unis : 2,76 millions de téléspectateurs[16] (première diffusion)

### Épisode 9:Tourner la page
- États-Unis : 5 mai 2013

- États-Unis : 2,73 millions de téléspectateurs[17] (première diffusion)

### Épisode 10:Fin de mission
- États-Unis : 12 mai 2013

- États-Unis : 2,31 millions de téléspectateurs[18] (première diffusion)

### Épisode 11:Traumatisme
- États-Unis : 19 mai 2013

- États-Unis : 2,58 millions de téléspectateurs[19] (première diffusion)

### Épisode 12:En l'honneur d'un frère
- États-Unis : 2 juin 2013

- États-Unis : 2,84 millions de téléspectateurs[20] (première diffusion)

Denise est partie aider des victimes sur un tremblement de terre. Le docteur qui l'accompagne se retrouve coincé et gravement blessé. Elle s'arrange pour qu'il soit rapatrié avec le cargo de l'armée qui l'emmène à Homestead. Tim ne va pas bien : il ressasse tout. À la fin de l'épisode, il essaie d'étrangler Holly.

### Épisode 13:Tout ou Rien
- États-Unis : 9 juin 2013

- États-Unis : 2,41 millions de téléspectateurs[21] (première diffusion)

Joan et Roland vont partir à Baltimore, Joan prend sa retraite pour sa famille. Franck est de retour à fort Marshall avec le pied dans le plâtre (pas une blessure de guerre) Quincy sort de l'hôpital et réintègre l'armée. Maggie et Eddie se comprennent mutuellement car ils sont passés par la perte tous deux de l'un des leurs. Caroline va beaucoup mieux. Hollie se pose des questions sur Tim, elle lui avoue qu'il a essayé de l'étrangler pendant son sommeil; il part et du coup elle prévient Denise qui demande l'aide aux filles et aux hommes de son peloton. Tim accepte d'être aidé. Michael et le colonel Kat commence une relation avec l'accord de Denise. Jackie Clarke est fière de son fils qu'elle présente à la fille du Colonel Kat. Gloria a fait son choix qu'on ne découvre pas mais qu'on devine.